# Christelijke denominaties in Nederland
Een denominatie, in de christelijke zin van het woord, is een religieuze entiteit met een gemeenschappelijke naam, structuur en/of doctrine.
In Nederland zijn of waren de volgende christelijke denominaties bekend:

## Katholieke Kerk en afsplitsingen hiervan
- Rooms-Katholieke Kerk
  - Oudkatholieke Kerk - sinds 1723
  - Vrij-Katholieke Kerk - sinds 1916, een deels theosofisch geïnspireerde afsplitsing van de Oud-Katholieke Kerk
  - Oecemenisch Katholieke Kerkgemeenschap - afkomstig van de Ecumenical Catholic Communion (USA)

## Gereformeerde denominaties in Nederland
Sinds 1816 is er sprake geweest van de volgende gereformeerde denominaties:
- Van 1816 tot 2004: Nederlandse Hervormde Kerk (NHK)
- Van 1834 tot 1869: Christelijke afgescheiden gemeenten
- Van 1834 tot 1869: Gereformeerde Kerken onder het Kruis (GKohK)
- Van 1840 tot 1907: Ledeboeriaanse gemeenten
- Vanaf 1869: Christelijke Gereformeerde Kerken (CGK)
- Van 1886 tot 1982: Nederduitse Gereformeerde Kerken (NdGK)
- Van 1892 tot 2004: Gereformeerde Kerken in Nederland (GKN)
- Vanaf 1907: Gereformeerde Gemeenten
- Van 1907 tot 1948: Oud Gereformeerde Gemeenten (OGG)
- Van 1922 tot 1948: Federatie van Oud Gereformeerde Gemeenten
- Van 1926 tot 1946: Gereformeerde Kerken in Hersteld Verband
- Vanaf 1944 tot 2023: Gereformeerde Kerken vrijgemaakt (GKV)
- Vanaf 1948: Oud Gereformeerde Gemeenten in Nederland (OGGiN)
- Van 1952 tot 1968: Christelijke Gereformeerde Gemeente (CGG)
- Vanaf 1953: Gereformeerde Gemeenten in Nederland (GGiN)
- Vanaf 1967 tot 2023: Nederlands Gereformeerde Kerken (NGK)
- Vanaf 1980: Gereformeerde Gemeenten in Nederland (buiten verband)
- Van 2003 tot 2024: Gereformeerde Kerken in Nederland (hersteld) (DGK)
- Vanaf 2004: Hersteld Hervormde Kerk (HHK)
- Vanaf 2004: Protestantse Kerk in Nederland (PKN)
- Vanaf 2004: Voortgezette Gereformeerde Kerken in Nederland (VGKiN)
- Van 2009 tot 2024: Gereformeerde Kerken Nederland (GKN)
- Vanaf 2023: Nederlandse Gereformeerde Kerken (NGK)
- Vanaf 2024: Gereformeerde Kerken

## Evangelische en pinksterbewegingen
- Alliantie van Baptisten en CAMA-gemeenten (ABC)
- Apostolische Kerk in Nederland (géén verwantschap met de apostolische kerken)
- City Life Church
- Evangelische Broedergemeente
- Kerk van de Nazarener
- Leger des Heils
- Rafaël Nederland
- Redemption Church (voorheen Jong en Vrij)
- Unie van Baptistengemeenten in Nederland
- Verenigde Pinkster- en Evangeliegemeenten
- Vergadering van gelovigen (Vrije Broedergemeente)
- Vineyardbeweging (Vineyard Benelux)
- Vrije Evangelische Gemeenten

## Apostolische kerken
- Katholiek Apostolische Kerk (7 kerken rond 1900, anno 2005 onbekend)
  - Hersteld Apostolische Zendingkerk (1863-1971)
    - Hersteld Apostolische Zendingkerk II (sinds 1969)
    - Hersteld Apostolische Zendinggemeente

  - Hersteld Apostolische Zendinggemeente in de Eenheid der Apostelen (vandaag: Nieuw Apostolische Kerk) (sinds 1878)
    - Apostolisch Genootschap (sinds 1951), belijdt sinds de officiële oprichting niet meer de oorspronkelijke apostolische dogma's en beschouwt zich als vrijzinnig
    - Gemeente van Apostolische Christenen (sinds 1955) en Vereniging van Apostolische Gemeenten (sinds 1956)

## Oosters-orthodoxe en oriëntaals-orthodoxe kerken
- Assyrische Kerk van het Oosten
- Armeens-Apostolische Kerk
- Bulgaars-Orthodoxe Kerk
- Eritrees-Orthodoxe Kerk
- Ethiopisch-Orthodoxe Kerk
- Grieks-orthodox patriarchaat van Antiochië
- Koptisch-Orthodoxe Kerk
- Macedonisch-Orthodoxe Kerk
- Oecumenisch patriarchaat van Constantinopel
- Patriarchaal Exarchaat voor de Russisch-Orthodoxe parochies en kloosters in West-Europa
- Roemeens-Orthodoxe Kerk
- Russisch-Orthodoxe Kerk
- Russisch-Orthodoxe Kerk in het Buitenland
- Servisch-Orthodoxe Kerk
- Syrisch-Orthodoxe Kerk van Antiochië

## Indische/Indonesische kerken
- Gereja Kristen Indonesia Nederland (GKIN, 1985)
  - Geraja Protestan Indonesia Nederland (GPIN, 2014)
- Geredja Kristen Maluku Selatan
- Noodgemeente Geredja Protestan Maluku di Belanda (NGPMB)
- Noodgemeente Geredja Protestan Maluku di Belanda Maret 1953 (NGPMB mrt ‘53)
- Geredja Protestan Maluku Djama 'at Darurat (GPM)
- Geredja Protestan Maluku Tenggara (GPM)
- Molukse Evangelische Kerk (Geredja Indjili Maluku, GIM)
- Keluarga Katolik Indonesia, Indonesisch katholieke gemeenschap in Nederland (KKI)

N.B. "Gereja" is de moderne Indonesische spelling van het woord voor "Kerk". Voorheen werd "Geredja" gespeld. De denominaties volgen verschillende spellingen.

## Vrijzinnige kerkgenootschappen
- Remonstranten
- Doopsgezinden
- tot 2004 Evangelisch-Lutherse Kerk
- Nederlandse Protestanten Bond

## Losstaande kerkgenootschappen
- Messiasbelijdende Joden of Messiaanse Beweging
- Zevendedagsadventisten
- Zendingsgemeente

## Gerelateerd
- De Christengemeenschap
- Jehovah's getuigen
- Kerk van Jezus Christus van de Heiligen der Laatste Dagen (mormonen)
- Christian Science